# Минол
Минол — взрывчатое вещество военного назначения, разработанное Британским Адмиралтейством в начале Второй мировой войны, чтобы уменьшить расход тринитротолуола (тротила) и гексогена, которые были тогда в дефиците. Алюминий, входящий в состав минола, значительно продлевает взрывной импульс, что делает его идеальным для использования в подводном оружии (например, в морских минах, для которых он был разработан, а также глубинных бомбах и торпедах), где боеприпасы с длительным взрывным импульсом более разрушительны, чем вещества с высокой бризантностью.
Минол не может использоваться в ствольном оружии (например, в артиллерийских снарядах), потому что есть риск его детонации при ускорении свыше 250 g.
Как правило, использовались четыре различные формулы минола. Все проценты указаны по весу:
- Минол-1: 48 % тротила, 42 % аммиачной селитры и 10 % порошкообразного алюминия.
- Минол-2: 40 % тротила, 40 % аммиачной селитры и 20 % порошкообразного алюминия.
- Минол-3: 42 % тротила, 38 % нитрата аммония и 20 % порошкообразного алюминия.
- Минол-4: 40 % тротила, 40 % аммиачной селитры с нитратом калия (90/10), и 20 % порошкообразного алюминия.

С 1950-х годов минолы постепенно были заменены на более современные полимерные композиции, благодаря своей повышенной взрывной мощности и стабильным характеристикам хранения. В настоящее время минол встречается в устаревших и неразорвавшихся боеприпасах, выпущенных до 1960-х годов.

## Аналоги в других странах
В Советском Союзе смесь аммиачной селитры, тротила, порошкообразного алюминия называется аммонал.